# 外国人居留地

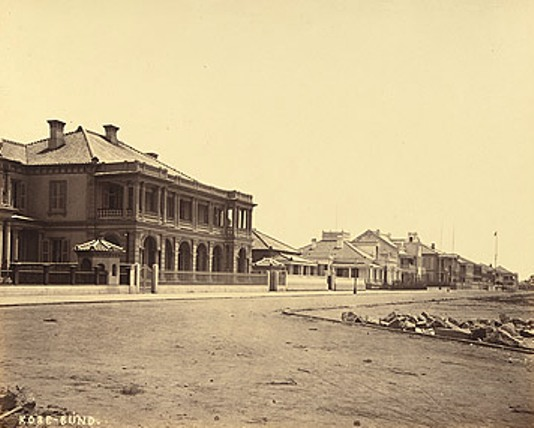
神户居留地的海边景象

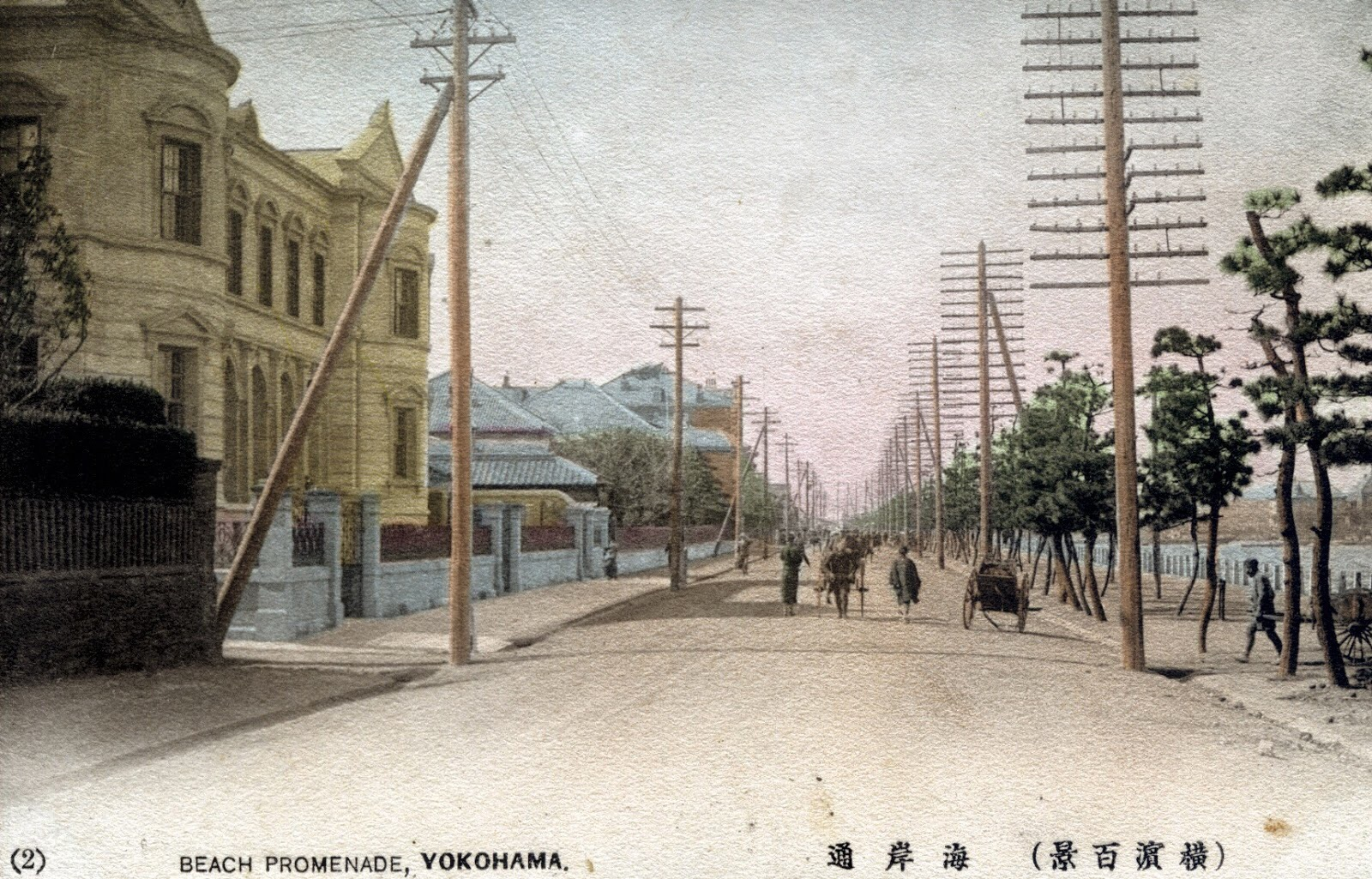
横滨市的海岸通 (橫濱市)

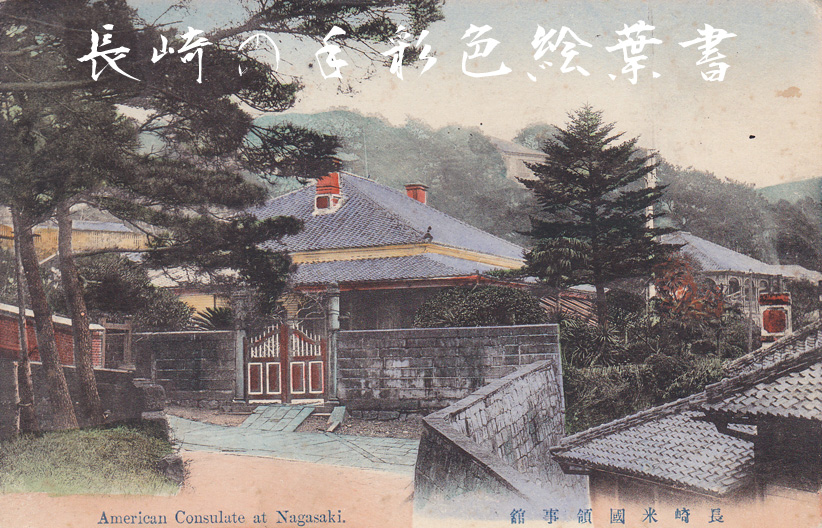
长崎的美国领事馆

外国人居留地（日语：／ Gaikokujin kyoryūchi */?），简称居留地，是日本政府曾经为外国人的居住和商业活动而设立的特别区域。在幕末之际的1858年，江戸幕府与欧美五国签订了美日修好通商條約，根据条约所定，外国人居留地便被设置在了日本的通商口岸区域。伴随着该不平等条约的逐步废除，外国人居留地制度也于1899年中止。

## 居留地的历史

### 前史

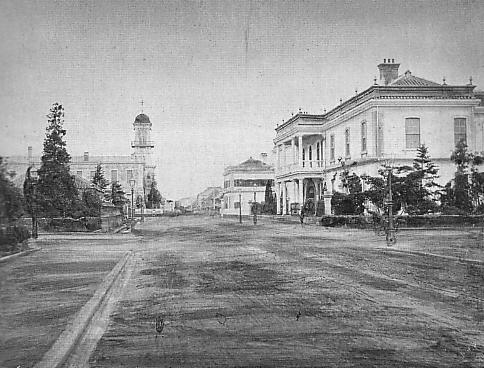
横浜本町的街道

在幕府缔结美日修好通商条约之前的锁国时期，设于长崎的出島和唐人屋敷便是类似外国人居留地的区域。不同的是，居住于出岛的荷兰人和唐人屋敷的中国人，被禁止未经许可进入长崎市区。1854年，日本与美国签下日美和亲条约，对其开放了下田与箱馆二港；同年与英国缔结了日英和亲条约，向其开放了长崎和箱馆二港，但这些条约都没有准许外国人的定居。日本后续与俄罗斯和荷兰等国签订的条约亦是如此。

### 安政条约
1858年，即安政五年，江戸幕府在与美国签订了美日修好通商条约之后，又陆续与英国，法国，俄罗斯，荷兰签订了不平等条约，统称「安政条约」，居留地便是由此而始。
这些条约规定，在东京与大阪设市通商，开放箱馆（今函馆）、神奈川（今横浜市神奈川区）、长崎、兵库（今神户市兵库区）、新潟五港，并在这些地区允许了外国人的定居。实际的开港地区与条约所定有些许偏离，横滨地区开放的并非神奈川宿，而是横滨村（今横滨市中区）；兵库地区开放的则是神户村（今神户市中央区），而非条约规定的兵库。
这些条约允许外国人在开港地区内租借土地，购入建筑，以及建设住宅、仓库、商馆等设施；允许外国人在居留地内不受限制地自由贸易；允许外国人在居留地周围十里（今40公里）的范围内自由移动（作为例外，御雇外国人被允许居住在居留地以外的地区）；规定外国人享有领事裁判权，同时仍然受日本当局的行政机关的管辖。但出于避免外交纠纷的目的，外国人在日本实际上享有的权利与治外法权无异，且免缴除关税以外的一切税金。外国人居留地与中国的租界实际上并无不同，日本亦曾将中国的租界也称呼为居留地。

### 废除
对于日本政府来说，居留地在客观上起到了将外国人聚集于固定区域，防止日本人与外国人发生冲突矛盾的一定的正面作用，日本国内的民族主义者和对外硬主义者亦主张借助居留地制度，将外国人的影响范围隔离在居留地及其周边以内，保护日本的传统文化。然而归根结底，居留地是不平等条约下的产物，对外承认了治外法权与领事裁判权，日本政府一直寻求予以废除。
1876年，由于欧美列强寻求削减经费，长崎居留地被归还于日本政府。1877年，日本政府恢复了横滨居留地的行政管辖权，在事实上已经废除了该居留地。1899年，随着不平等条约的改订，日本政府收回了其余的居留地。自此，外国人在日本全土获准自由活动。
在居留地存续的数十年间，居留地所在城市的各港口发生了巨大的发展。其中，神户一举超越了上海和香港，成为了当时东洋最大的贸易港口。

## 各处居留地

### 築地居留地
东京虽然并非条约指定的开港城市，但被规定必须开市，因此1869年，日本政府在築地鉄砲洲设立了居留地。築地居留地位于今日的东京都中央区明石町附近，占地约10公顷。築地居留地开设后，位于更早设立的横滨居留地的诸外国商社并没有入驻到东京来，而主要是基督教传教士来到築地居留地，建立教会与教会学校。东京具有教会背景的学校因而大多发源于此地，例如青山学院大学、女子学院、立教大学、明治学院大学、女子聖学院、双叶学园等。今日築地地区的路标性建筑聖路加國際醫院，亦是因基督教的传教活动而开设。各国驻日大使馆也多设于此处，例如在1875年至1890年间，美国驻日大使馆便是设立在築地。有9个国家在築地居留地设置了大使馆和教会，最多曾同时有300余外国人居住于此。
築地居留地是日本近代产业、文化的发源地之一。英国传教士亨利·福尔兹在居住于築地居留地期间，受日本指印的启发，开展了对指纹的先驱研究。商人平野富二在築地创办了東京築地活版製造所，深刻影响了日本的活字印刷产业。
1899年，随着治外法权的终止，築地居留地也被废除。建立于築地居留地的外国商馆在1923年的关东大地震中全部被毁。

### 横滨居留地

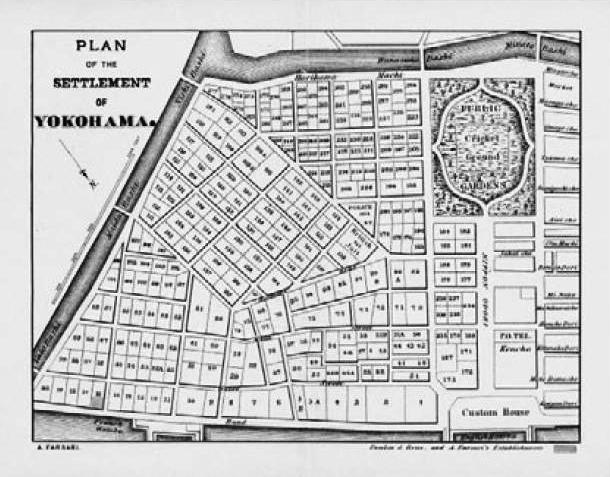
横滨外国人居留地地图

根据安政条约所定，横滨地区开放的港口本应为神奈川。然而由于神奈川宿是东海道的宿场，幕府担忧若开放此地给外国人，将会导致外国人与日本人频繁发生冲突，因而擅自将开港处从繁华的神奈川更改为了偏僻落后的横滨村。英、美外交使团的阿礼国等人士对此表示了强烈的抗议，但幕府坚称横滨也是神奈川的一部分，未有做出让步。
1859年7月4日，横滨港正式开港。首处建成的是历时四年完工的山下居留地，位于山下町。由于横滨居留地是幕府偏离条约所定而擅自修建，该居留地最初的建筑风格为和风，然而1866年豚屋火灾事发后，横滨居留地的整体风格又改为了西洋风。在这段复建期间，日本的执政府由幕府过渡为了明治政府。横滨居留地四周围有水渠，渠上出入用的桥的一端设有关卡，因而该居留地又被称为关内居留地。
1867年，随着外国人人口不断增长，横滨居留地的南侧又增建了一处山手居留地。两居留地的功能有别，山下居留地以外国商社林立的商业区为主，而山手居留地则主要是外国人住宅区。今日位于观光胜地山手大街旁的几栋洋馆，除1922年建成的原英国7号馆外，全部都是昭和、平成年间新建或移建。
在横滨居留地开设商社的外国公司，有渣甸・马地臣商会（今怡和洋行）、甸德商会（今宝顺洋行）、沙逊商会、沃尔士商会、康世商会（今康世有限公司）、亚当森商会(今德威商业机械有限公司（英語：Dodwell B.M.S Ltd.）），以及横滨首家英文报纸《日本先驱报》（英語：Japan Herald）的印刷厂（后于1867年倒闭）等。
1859年7月，居住在横滨居留地的外国人约有50人，绝大多数为贸易商人，其中英国人最多。及至1863年，外国人定居数已达170人，其中将近一半为英国人。萨道义在其描写横滨开港时期的著作中记录道，居留地的来日商人与欧美国家的公派官员之间的关系恶劣，一名外交官（被认为是阿礼国）甚至将居留地当地的小型外国人社会评价为“欧洲的垃圾场”。定居人数第二多的是美国人，其次是德国人。横滨居留地的德系公司有阿伦斯商会、伊利斯商会、西蒙・埃弗斯（日语：シモン・エヴァース）商会、卡尔・罗德（日语：カール・ローデ）商社等，主要经营从德国进口机械、军备、化工制品的业务。
当时，外国人的活动区域被限定在东至多摩川，北至八王子，西至酒匂川的范围内。1862年的夏天，四名英国人在骑马前去拜访川崎大师的途中路过生麦村（今横滨市鶴見区）时，因不知日本礼仪，被遭遇的萨摩藩主岛津久光的护卫队砍杀砍伤，后引发了萨英战争，史称生麦事件。加之居留地周边亦不太平，幕末时期常有攘夷派浪人出没砍杀外国人，英法两国因而派遣军队驻扎横滨，直到1875年撤军为止。
1872年，英国人埃德蒙・莫雷尔在新桥—横滨间修筑了日本的第一条铁路，连通了築地居留地和横滨居留地。两车站（今樱木町站和后来废除的汐留货运站）都分别紧邻居留地而建。下岡蓮杖投资设立的乗合馬車也运行在新桥—横滨之间。
1877年，日本政府在事实上恢复了对横滨居留地的行政权管辖。1899年7月17日，横滨居留地与其他地区居留地一同正式返还给了日本政府。

### 川口居留地
川口居留地又称为大阪居留地或大阪川口居留地，于1868年设立。川口即是当时安治川和木津川两大航道的分流处，木津川对岸的江之子島是明治、大正年间大阪府以及大阪市的行政中心。
由于大阪港当时位于安治川左岸的富島，是大型船只无法停靠的河港，贸易商人选择转而利用附近的神户港，未有大规模进驻川口居留地。天主教会的传教士取而代之，在川口居留地建立了多间教会和教会学校。

### 神户居留地

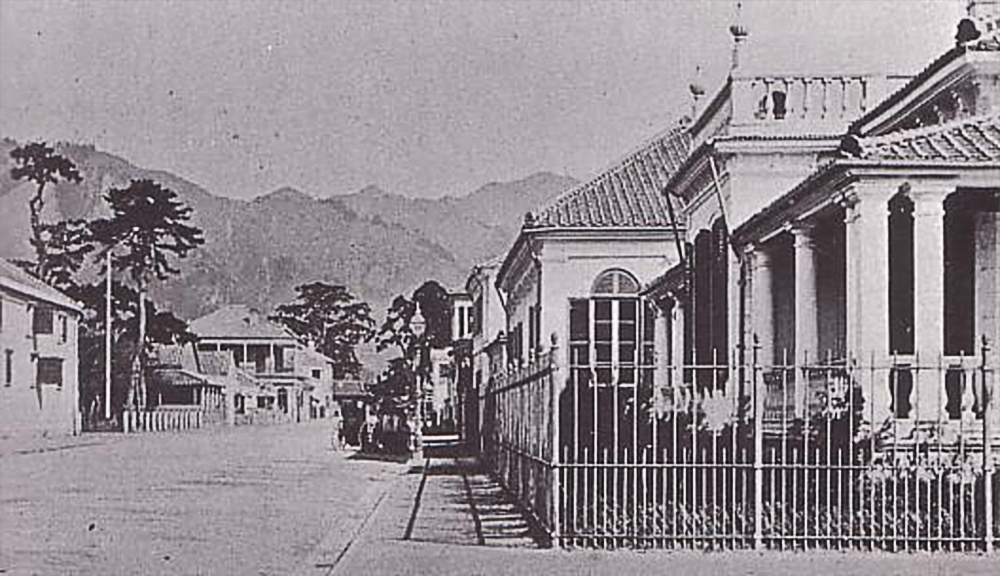
明治初期的神户居留地

1868年1月1日，神户港开港，此时距离条约签订已有十年。此前，江户幕府一直以神户所在的畿内地区离天皇居住的京都不远，导致附近攘夷氛围浓厚，治安恶劣，局势动荡为由，不断推迟开港日期。然而，普遍认为幕府事实上是不愿让外国商人在当时的日本经济中心大阪进行贸易活动。

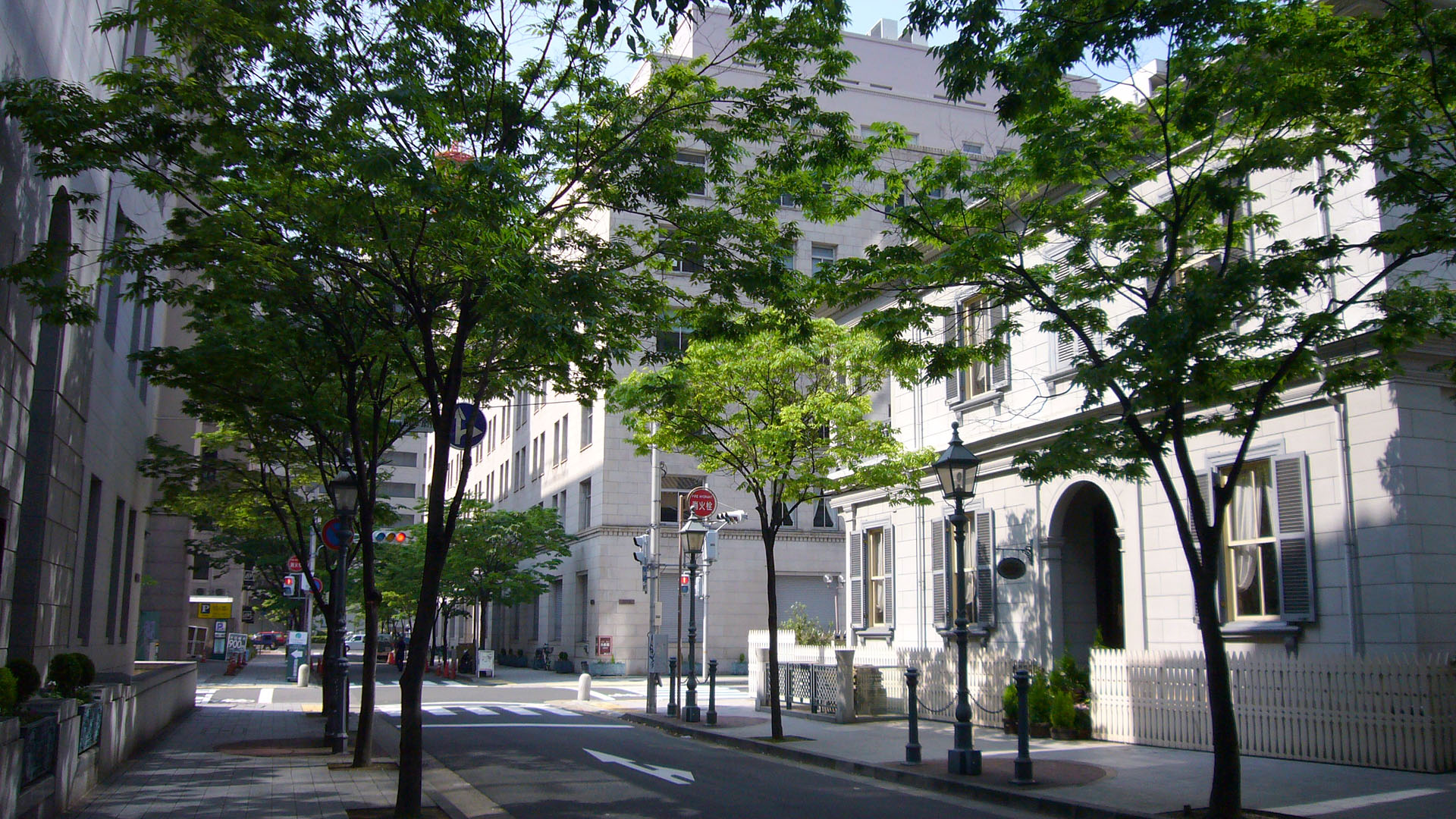
神户浪花町筋 2006年

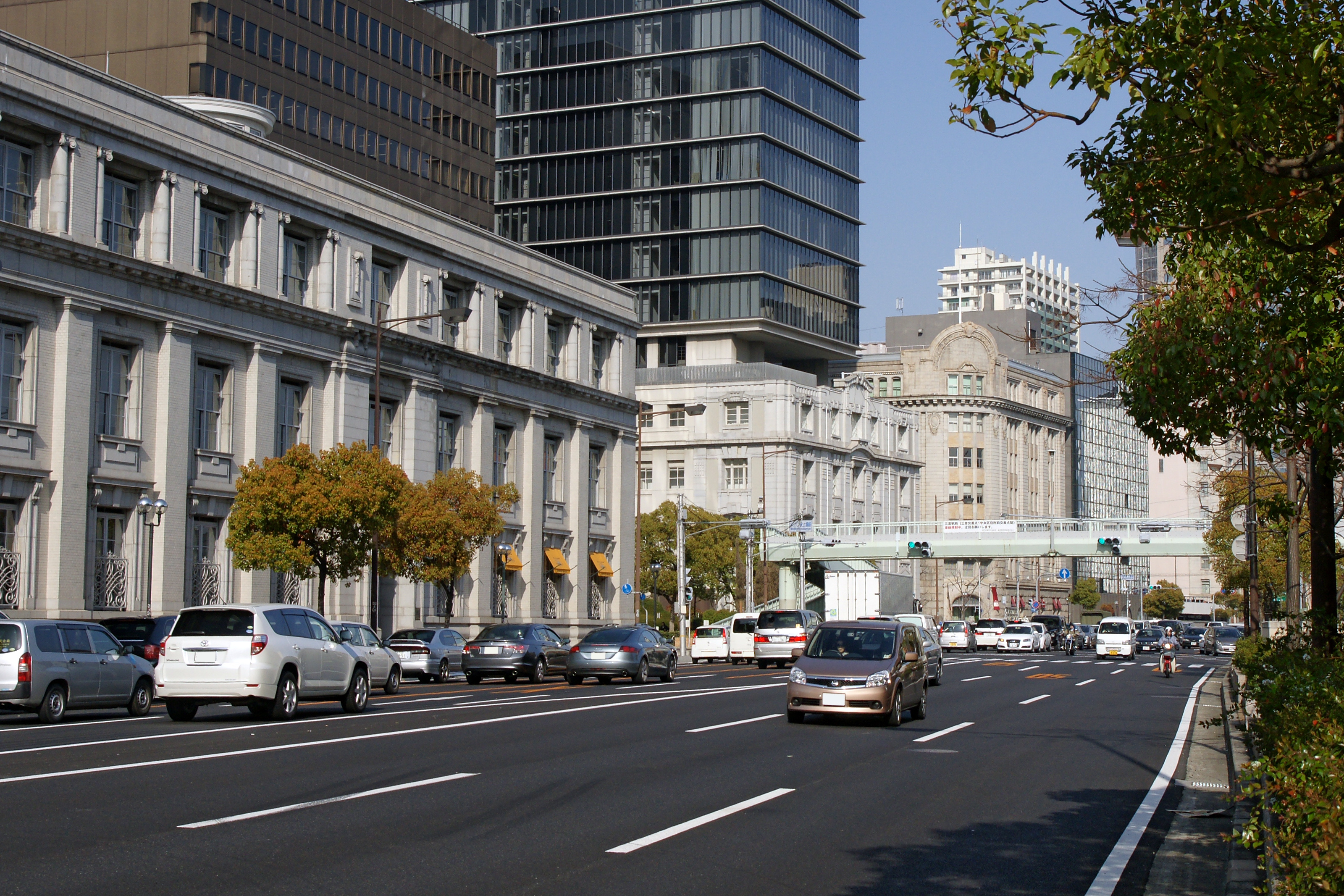
神户海岸通 2009年

为了避免日本人与外国人爆发冲突，通商口岸与外国人居留地建立在了兵库繁华地区以东3.5公里的神户村。该地东、西面有河为界，南面向海，北临西国街道，满足了幕府隔离外国人的意图。英国人建筑师约翰・威廉・哈特设计了神户居留地，配备了公园，行道树，街灯，下水道等公共设施，被认为是当时东洋地区风景最优美，设施最完备的居留地，其规整的街景一直保留到今日。神户居留地划分了126个区域，1868年7月24日向外国人开放竞购。
神户居留地全域都适用治外法权，加之居留地严格限制日本人进入，已是事实上的租界。神户居留地设有自治组织“居留地会议”，运转情况良好；还配有独立的警队。
1899年，随着不平等条约的废除，神户居留地也被归还给日本。
在1945年的神户大空袭中，1899年之前建成的居留地时代建筑物除了旧居留地十五番馆以外，全部被毁；该处旧居留地现存的建筑大多是在大正年间建成。然而由于当时神户居留地空间不足，自1880年左右起，众多外国人住宅都建在了原离当时神户市中心的北野町山本通，因而逃过战火，得以保存至今，该地即今日的神户异人馆。

### 箱馆和新潟

#### 箱馆
1854年，根据日美和亲条约，箱馆允许了美国船只的停靠。1859年，即安政条约签订后的第二年，箱馆正式开港。日本政府将元町一带设为了居留地，但该居留地却是有名无实，外国人实际上自由居住在箱馆内。居留地时期的红砖仓库、天主教会和东正教会保存至今，状态良好。

#### 新潟
在1868年开港以前，靠日本海一侧的新潟港便已经作为北前船的停靠港口而得到了一定的发展。港口对外开放后，由于前来入驻的外国人不多，日本政府便没有设立单独的居留地，而是允许了外国人在新潟自由定居。

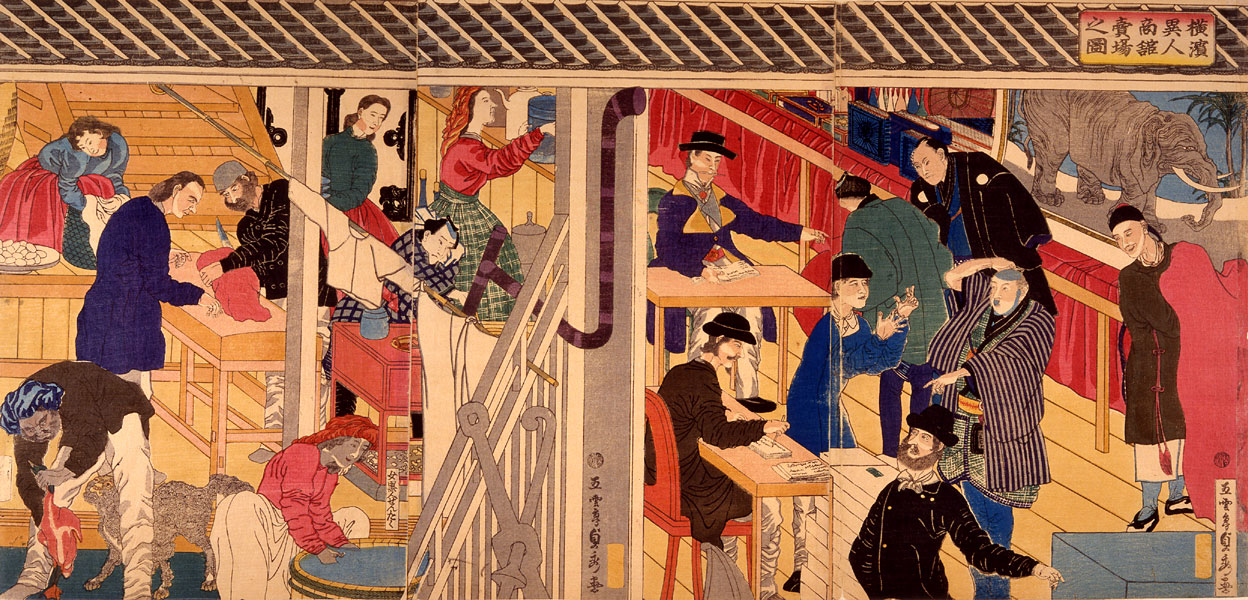
外国商人

## 居留地的贸易活动
在函馆、横滨和长崎开港后不久，日本发生了一种异样的淘金潮。当时世界通行的金银比值是1：15，日本却由于幕府将银指定为信用货币，当地的金银比值高达1：5。换言之，日本金价奇低，银价奇高。因此，炒币者只需将在中国的商埠流通的银子带到日本兑换为金子，再将这些金子带回中国兑换成银子，便能一本万利，日入斗金。甚至连按照规定不可涉足商业活动的外交官员，也参与了炒币交易。待到江户幕府终于注意到该事态并开始改革通货制度，早已有大量的金子流出海外，导致日本市场发生了剧烈的通货膨胀。
在政局动荡的幕末时期，日本主要进口的货物为武器与军舰。军火商人汤玛士·布雷克·哥拉巴与萨摩藩和长州藩进行军备交易的地点便是长崎居留地。进入明治时代后，日本为了实现现代化，继续不断进口军火重工；然而日本的出口货物却屈指可数，如日本茶和丝绸等。为了减少贸易赤字，实现富国强兵，日本政府制定了殖产兴业政策，建设了富冈纺纱厂等官办工厂，意在实现“直贸易”，即日本人出国进行贸易活动。

## 居留地的文化
对于长年闭关锁国的日本来说，外国人居留地成为了观察、学习西方文明的窗口，也是文明开化的重要据点。居留地内西洋风格的街道，酒店，教会和洋馆，都成为了高襟文化的象征。原本欠发达的横滨村和神户村都以居留地为中心得到了迅猛的发展，同时也孕育出了“横滨之子”、“神户之子”等独特的当地高襟文化。
1862年至1887年间，由伦敦新闻画报的驻日特派通讯员查尔斯・威格曼创办的讽刺杂志《The Japan Punch》在横滨居留地发行了25年。根据该杂志的描写，横滨居留地的外国人以赛马、网球、墙球、板球和棒球为乐，多项运动也正是经由居留地而传入日本。横滨、神户、长崎的居留地均有英文报纸发行。
日本高度发达的魔术和特技表演在居留地的外国人间也汇集了人气。美国杂技演员理查德·瑞斯利·卡莱尔原本在日本经营乳制品事业，生意失败回国之际，随行带回了数位日本人魔术师和特技演员，未料表演在欧美大受欢迎。

### 居留地赛马

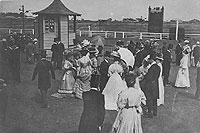
居留地赛马时代的横滨赛马场（1908年）

1861年起，有外国人开始在横滨居留地内赛马；在1866年根岸赛马场建成后，当地的赛马活动愈加繁盛。1868年起的数年间，神户居留地也同样举办了赛马。这些赛马被统称为居留地赛马，是现代日本赛马的起源。

## 居留地的外国人社会
定居在居留地的外国人大多数都为35岁以下的男性，且大部分都为商人。当时驻扎在居留地的英国官员广泛认为，商人不仅是未受教育之人从事的低贱职业，渡来东洋寻求财富的商人更是在母国走投无路的失败者。再加之当时在欧美广受歧视的犹太人也多以商业为生，商人的地位更是被看低。时任英国驻日大使的阿礼国将居留地的商人们称呼为“欧洲之屑”，英国驻日领事克里斯托弗·彭伯顿·霍奇森则将这些商人们叫做“贪婪的秃鹫”，“诸国无耻之徒的样本”。而当时居留地的外国商人们文化程度确实普遍较低，其中也有文盲，对商人的恶劣评价甚至在居留地内部也广受认同。根据阶级和国籍之别，居留地的外国人社会分化为了多个社交圈，又发展出了严苛繁杂的社交礼节，意在排挤新人和部分粗鄙的商人。同样地，开设公司的贸易商人与经营商店的小商贩也互不来往。剧院等娱乐设施需根据社会阶层分开利用，例如官员、神职人员和德高望重的商人的开放日和其他人员的开放日是分开的。

## 居留地与华侨
在居留地时代以前，中国商人便通过唐人屋敷在日本进行贸易。居留地建成后，来日的外国商人多从中国的商埠出发，因中日汉字相通，外国人经常雇佣中国人买办一同来日，令其负责翻译工作。中日各港口间的定期航线开通后，亦开始有更多中国商人来日发展，成为华侨。逐渐地，在横滨，神户和长崎的外国人居留地内部或附近都发展出了唐人街，即是今日的日本三大唐人街：横滨中华街，南京町和长崎新地中华街。
定居神户的中国商人多数为富裕的大型贸易商，居住在北野町附近。神户的关帝庙因此例外地远离当地的唐人街而建，位于北野町的住宅区内。
居留地废除后，大阪的川口居留地原址周边有华侨进驻发展，但未成规模。
居住在横滨的华侨多经营餐饮行业，横滨中华街因增盖餐厅而得以扩张。

## 居留地的治安
由于幕府极力想要避免外国人男性与日本女性的接触，同时也应居留地的外国人之请求，幕府在各处居留地都设置了游廓。除了既有的丸山游廓和寄合町游廓（长崎）以外，又新建了港崎游廓（横滨），新嶋原游廓（东京），箱馆游廓，松嶋游廓（大阪）和福原游廓（神户）。此外，幕府还在长崎稻佐山设置了俄罗斯人专用游廓，在横须贺设置了法国海军专用的大瀧游廓。

## 脚注
1. ↑  . アメリカンセンターJAPAN.   [2019-01-19]. （原始内容存档于2019-04-17）.
2. ↑  【東京の記憶】築地外国人居留地／近代日本生んだ街／住民勉強会 歴史を継承『読売新聞』朝刊2017年4月17日（東京面）。
3. 1 2 3 4  重久篤太郎、「1860年代横浜のイギリス人」『英学史研究』 1976年 1977巻 9号 p.1-9, doi:10.5024/jeigakushi.1977.1, 日本英学史学会
4. ↑  会社概要 （页面存档备份，存于）コーンズ テクノロジー株式会社
5. ↑  The Directory & Chronicle for China, Japan, Corea, Indo-China, Straits Settlements, Malay States, Sian, Netherlands India, Borneo, the Philippines, &c （页面存档备份，存于）Hongkong daily Press office, 1865, p235 The Yokohama Directory
6. ↑  あるドイツ人が残した写真帳から （页面存档备份，存于）横浜開港資料館『開港のひろば』第132号、2016（平成28）年4月15日
7. ↑  海野福寿著《明治の貿易--居留地貿易と商権回復》塙書房
8. 1 2 3 4 5 6 7  "Japan's Early Experience of Contract Management in the Treaty Ports"  （页面存档备份，存于）Yuki Allyson Honjo, Routledge, Dec 19, 2013
9. ↑  「大阪春秋」第53号
10. 1 2  居留地付き遊廓・外国人向け遊廓 （页面存档备份，存于）遊廓・遊所研究データベース